# الأسطول الغربي
 أسطول البحر الغربي أو رسميا قيادة الأسطول الغربي؛ هو أسطول عسكري إقليمي نشط للقوات المسلحة السعودية؛ يتألف من منظومة وحدات سفن وعناصر بحرية، مع منشآت عسكرية متقدمة (قواعد، ومطارات، ومراكز القيادة، ومراكز التموين، ومراكز التشغيل والصيانة، ومؤسسات صحية) تحت قيادة البحرية العامة.
يقع المقر الرئيسي للأسطول في المنطقة الغربية، بمحافظة جدة، ويتركز في قاعدة الملك فيصل البحرية على امتداد سواحل البحر الغربي للمملكة العربية السعودية. وهو جزء من مكون أسطول البحر الإقليمي المسؤول عن قوة البحرية السعودية الدائمة في عرض البحر الأحمر وعلى امتداد ساحله الشرقي، بما في ذلك خليج العقبة وباب المندب، وخليج عدن. ويعتبر أكبر أسطول عسكري يطل على البحر الأحمر.

## نظرة عامة

### قيادة الأسطول

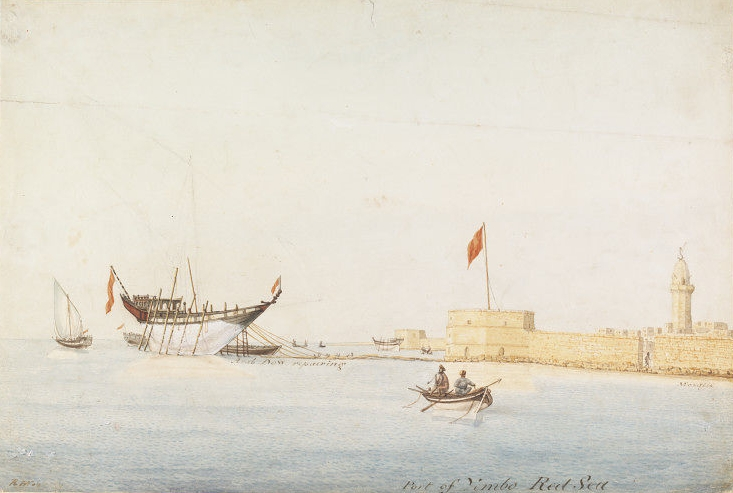
رسم مائي قديم لميناء ينبع، البحر الأحمر، أرشيف

- قيادة وأركانات القاعدة الملكية (موطن الأسطول الغربي)
- مركز تدريب الأسطول الغربي
- وحدة تدريب الأسطول الغربي
- إدارة إمداد الأسطول الغربي والمراكز التابعة لها
- إدارة عمليات الأسطول الغربي وأقسامها
- إدارة استخبارات الأسطول الغربي وأقسامها[5]

### مؤانئ عسكرية

شعار قوة الواجب الخاصة بالأسطول

- ميناء القضيمة

### عناصر الخدمة
- ألوية مشاة القوات البحرية الملكية
- مجموعات طيران القوات البحرية
- وحدات الأمن البحرية الخاصة
- قوة الواجب البحرية الخاصة (تشكيل خاص بالأسطول)

### قطع البحرية
وحدات السفن القتالية
- سفن الفرقاطات
- سفن الإمداد
- السفن الصاروخية
- كاسحات الألغام
- الزوارق السريعة
- زوارق الإنزال
- زوارق السحب والقطر

### مهام الأسطول
الدفاع عن امن وسلامة أراضي المملكة وبحارها الساحلية والإقليمية وحمايتها من أي اعتداء والمساهمة مع أفرع القوات المسلحة الأخرى في توطيد أمن وحرية واستقرار المملكة وحماية ثرواتها الطبيعية والصناعية والقيام بالدوريات اللازمة في البحر للمحافظة على الحقول والمصالح البحرية للملكة على الساحل الغربي والعمل على حرية الملاحة البحرية وتطهير الممرات البحرية من العوائق والألغام وحماية الموانئ والمنشآت الاقتصادية على الساحل وداخل البحار الإقليمية والمساهمة مع الجهات ذات العلاقة في مكافحة تلوث البيئة وتقديم المساعدة أثناء الكوارث الطبيعية حسب القدرات والإمكانيات ومساندة أفرع القوات المسلحة عند الحاجة لذلك لتنفيذ أي مهام طبقاً للخطط الدفاعية المعدة لذلك وتأمين الدوريات داخل المياه الإقليمية والمياه الاقتصادية السعودية ولقيام بأعمال التدريب القتالي على الشواطئ وفي البحر لرفع مستوى الكفاءة القتالية للوحدات العائمة وزيارة سفن الأسطول لموانئ الدول الشقيقة والصديقة لتوثيق روابط الصداقة والتعاون المشترك.

## وصلات خارجية
- بوابة البحرية السعودية